# Plagiognathus maculosus
Plagiognathus maculosus är en insektsart som beskrevs av Zhao 1996. Plagiognathus maculosus ingår i släktet Plagiognathus och familjen ängsskinnbaggar. Inga underarter finns listade i Catalogue of Life.